# تپه سیاه‌بید علیای ۴
تپه سیاه بید علیای ۴ مربوط به عصر مس و سنگ - دوره ساسانیان - دوره سلجوقیان است و در شهرستان کرمانشاه، بخش مرکزی، دهستان دورود فرامان، ۴۰۰ متری جنوب غرب روستای سیاه بید علیا واقع شده و این اثر در تاریخ ۱۸ اسفند ۱۳۸۷ با شمارهٔ ثبت ۲۴۸۲۲ به‌عنوان یکی از آثار ملی ایران به ثبت رسیده است.